# Get Down (песня Craig Mack)
«Get Down» — второй сингл американского рэпера Craig Mack из его дебютного студийного альбома Project: Funk da World, выпущенный 12 декабря 1994 года на лейбле Bad Boy Records.
«Get Down» был выпущен как продолжение его платинового сингла «Flava in Ya Ear». Хотя он не соответствовал успеху «Flava in Ya Ear», тем не менее вошёл в 40 лучших хитов в Hot 100. Музыка была создана знаменитым хип-хоп продюсером Easy Mo Bee.
«Get Down» достиг 38 места в чарте Billboard Hot 100, 17 места в чарте Hot R&B/Hip-Hop Songs и 2 места в чарте Hot Rap Singles, где он находился в течение 32 недель. Сингл также стал успешным в чарте UK Singles Chart в Великобритании. «Get Down» был сертифицирован как «золотой» 5 апреля 1995 года.

## Список композиций

### Винил
Сторона А
1. «Get Down» (Club Mix) — (3:50)
2. «Flava In Ya Ear» (Remix) (Clean) (Featuring — Busta Rhymes, LL Cool J, The Notorious B.I.G., Rampage) — (5:02)

Сторона Б
1. «Get Down» (Radio Edit) — (3:57)
2. «Get Down» (Instrumental) — (3:53)

### CD-макси-сингл
1. «Get Down» (Club Mix) — (3:50)
2. «Flava In Ya Ear» (Remix) (Clean) (Featuring — Busta Rhymes, LL Cool J, The Notorious B.I.G., Rampage) — (5:02)
3. «Get Down» (Instrumental) — (3:53)

### Аудиокассета
1. «Get Down» (Club Mix) — (3:50)
2. «Flava In Ya Ear» (Remix) (Clean) (Featuring — Busta Rhymes, LL Cool J, The Notorious B.I.G., Rampage) — (5:02)

## Участники записи
- Крейг Мак — исполнитель, автор песни
- Шон Комбс — исполнительный продюсер
- Элвин Тони — исполнительный продюсер
- Изи Мо Би — продюсер
- Чаки Томпсон — ремиксер
- Нашим Мирик — ремиксер
- Рудольф Лейн — ремиксер
- «Басси» Боб Брокманн — запись, сведение
- Крис Герингер — мастеринг
- Майкл Лавин — фотография
- The Drawing Board — дизайн, обложка

## Чарты

### Еженедельные чарты
| 1995 | «Get Down» | 38 | 17 | 2 | 54 |

## Сертификация
| Регион                                                      | Сертификация | Продажи  |
| ----------------------------------------------------------- | ------------ | -------- |
| США (RIAA) · «Get Down»                                     | Золотой      | 500,000^ |
| ^ Данные о тиражах приведены только на основе сертификации. |              |          |